# Лукаш Яшек
Лукаш Яшек (чеськ. Lukáš Jašek; 28 серпня 1997, Чехія) — чеський хокеїст, правий нападник.

## Ігрова кар'єра
Вихованець хокейної школи «Оцеларжи» (Тржинець). Виступав за «Оцеларжи» та «Білі Тигржи» (Ліберець) у Чеській екстралізі.
У чемпіонатах Чехії — 116 матчів (10+13), у плей-оф — 16 матчів (0+2).
20 квітня 2018 Лукаш уклав трирічний контракт з клубом НХЛ Ванкувер Канакс. Але не пробившись до основного складу канадського клубу продовжив свою кар'єру в складі фарм-клубу «Ютіка Кометс» (АХЛ).
У складі юніорської збірної Чехії учасник чемпіонату світу 2015.